# Касерес, Сантьяго
Сантьяго Касерес (исп. Santiago Cáseres; род. 25 февраля 1997 года, под Буэнос-Айресом) — аргентинский футболист, опорный полузащитник клуба «Велес Сарсфилд».

## Биография
Касерес — воспитанник клуба «Велес Сарсфилд». 18 марта 2017 года в матче против «Ньюэллс Олд Бойз» он дебютировал в аргентинской Примере. Летом 2018 года Сантьяго перешёл в испанский «Вильярреал», подписав контракт на пять лет. Сумма трансфера составила 10 млн евро. 8 августа в матче против «Реал Сосьедад» он дебютировал в Ла Лиге.
В сезоне 2020/21 на правах аренды выступал в Мексике за «Америку». Вторую половину 2021 года играл в аренде за «Велес».